# VW Passat B8
| Sterne im Euro-NCAP-Crashtest (2014) | 5 Sterne im Euro-NCAP-Crashtest |

Der VW Passat B8 (Typ 3G) ist die achte Generation des VW Passat. Er wurde auf dem Pariser Autosalon 2014 der Öffentlichkeit präsentiert. Ab dem 21. Juli 2014 konnte das Fahrzeug bestellt werden, die Auslieferung begann im November 2014. Es ersetzte den Passat B7.

## Modellgeschichte

### Allgemeines

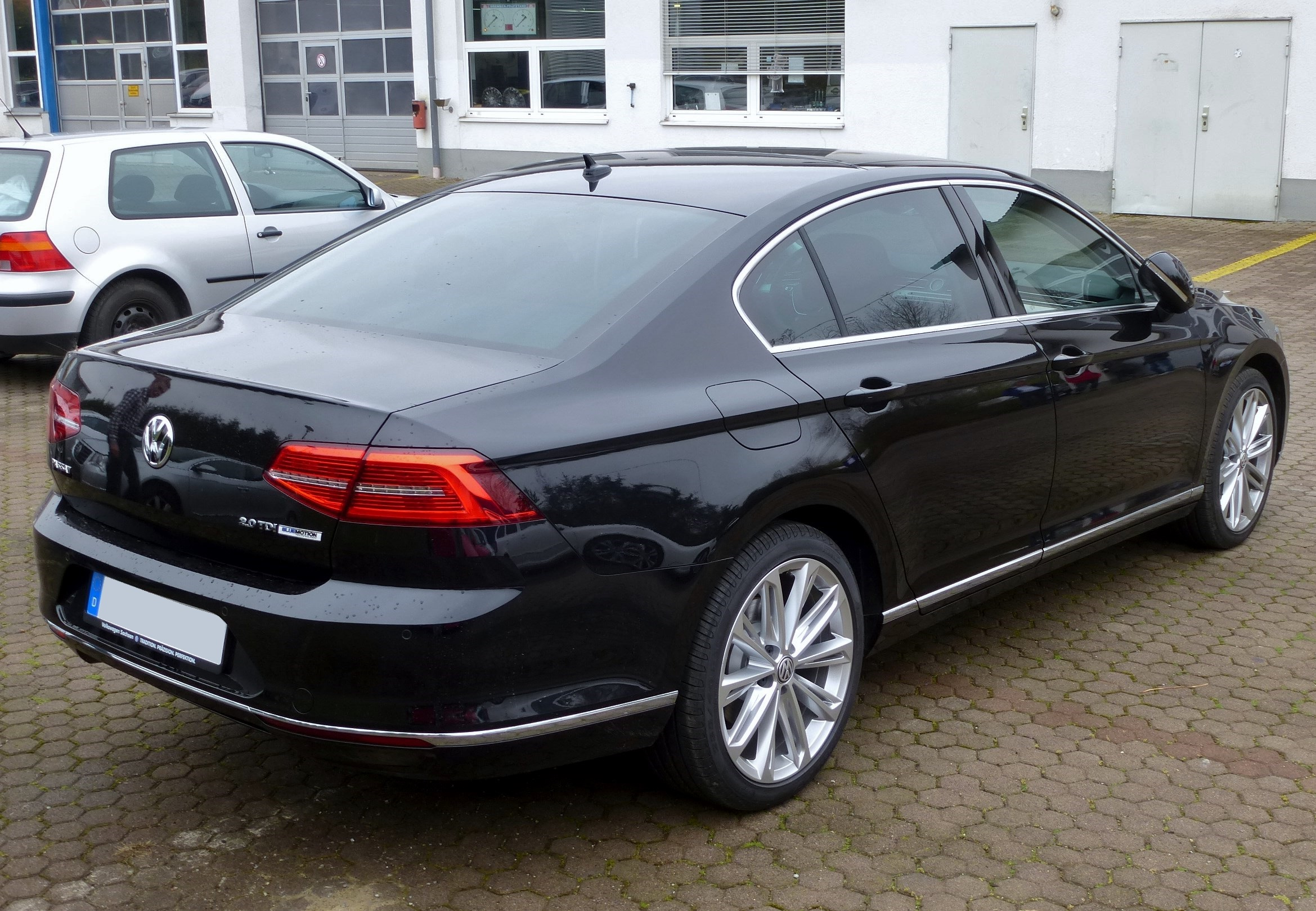
Heckansicht

Der Passat basiert erstmals auf dem Modularen Querbaukasten, wodurch bei in etwa gleichbleibender Außenlänge der Innenraum vergrößert werden konnte. Im Jahr 2015 wurde der Passat B8 zum europäischen Auto des Jahres gewählt.
Zum Modelljahr 2020 (ab Juni 2019) bot Volkswagen den Passat B8 als Facelift an. Neben äußerlichen Änderungen an der Karosserie gibt es neue Ausstattungsmerkmale und eine Umbenennung der Ausstattungsvarianten; seitdem wurde auch der Modulare Infotainment-Baukasten der dritten Generation eingesetzt.
Die Produktion der Limousine wurde im Dezember 2021 eingestellt, seitdem wurde nur noch der Variant gebaut. Vom Nachfolgemodell Passat B9, das Ende August 2023 vorgestellt wurde, gibt es keine Limousine mehr.

### Ausstattungsvarianten
Wie bei den meisten aktuellen VW-Modellen gab es neben der Basisausstattung Trendline die gehobene Ausstattungsvariante Comfortline und die Luxusausstattung Highline. Außerdem wurde die GTE Ausstattung standardmäßig für den Plug-in-Hybrid-Passat GTE angeboten und die Offroadvariante Alltrack für den Passat Variant.
Mit dem Facelift zum Modelljahr 2020 wurde die Namensgebung der Ausstattungsvarianten überarbeitet. Die Basisausstattung heißt nun einfach Passat bzw. Passat Variant, Business bezeichnet die gehobene und Elegance die Luxusvariante. Außerdem gab es eine überarbeitete Version des Passat GTE und des Passat Alltrack.
Der Passat Alltrack wurde im Juni 2015 eingeführt und war nur als Variant (Kombi) erhältlich. Der Alltrack verfügt über Allrad (4Motion) und ist um 28 Millimeter höhergelegt. Wählbare Motorvarianten waren drei 2,0 Liter-TDI mit Leistungen von 110 kW, 140 kW und 176 kW (150, 190 und 239 PS) sowie ein 2,0 Liter-TSI-Ottomotor mit 162 kW (220 PS). Zur Serienausstattung des Exterieur gehören neben einer Dachreling eine Radkastenverkleidung in schwarz, Unterfahrschutz in Edelstahloptik, Kunststoffbeplankung an den Stoßfängern vorn und hinten mit Zierleisten in Chrom und matt sowie an den Fahrzeugseiten.

### Fahrerassistenzsysteme
Der Passat B8 bietet eine Vielzahl an Fahrerassistenzsystemen wie Adaptive Cruise Control, Notbremsassistenten mit Fußgängererkennung, Totwinkelassistenten und Spurhalteassistenten. Zudem wurden auch einige Systeme erstmals in einem Pkw eingeführt, darunter der Emergency Assist, welcher die Kontrolle des Fahrzeuges komplett übernehmen kann. In einem medizinischen Notfall mit einhergehender Inaktivität des Fahrers fährt das Fahrzeug selbstständig weiter und fordert den Fahrer durch Signaltöne und kurze Bremsrucke zur Übernahme der Lenkung auf. Sollte dieser nicht reagieren, bremst das Auto bis zum Stillstand und aktiviert die Warnblinkanlage.
Ebenfalls ein Novum ist der Trailer-Assist, der das Rückwärts fahren mit Anhänger unterstützt. Mit Hilfe des Joysticks für die Rückspiegeleinstellung kann der Fahrer die Richtung vorgeben, die der Anhänger einschlagen soll. Die dazu nötigen Lenkbewegungen errechnet das System selbsttätig.
Des Weiteren wurde der Parkassistent weiterentwickelt. Der Passat konnte als erstes Auto weltweit selbstständig vorwärts in Parklücken einparken.
Ab der Modellpflege 2019 konnte der Passat mit dem Travel Assist als erstes Modell von Volkswagen bis zu einer Geschwindigkeit von 210 km/h teilautomatisiert fahren.

### Übersicht

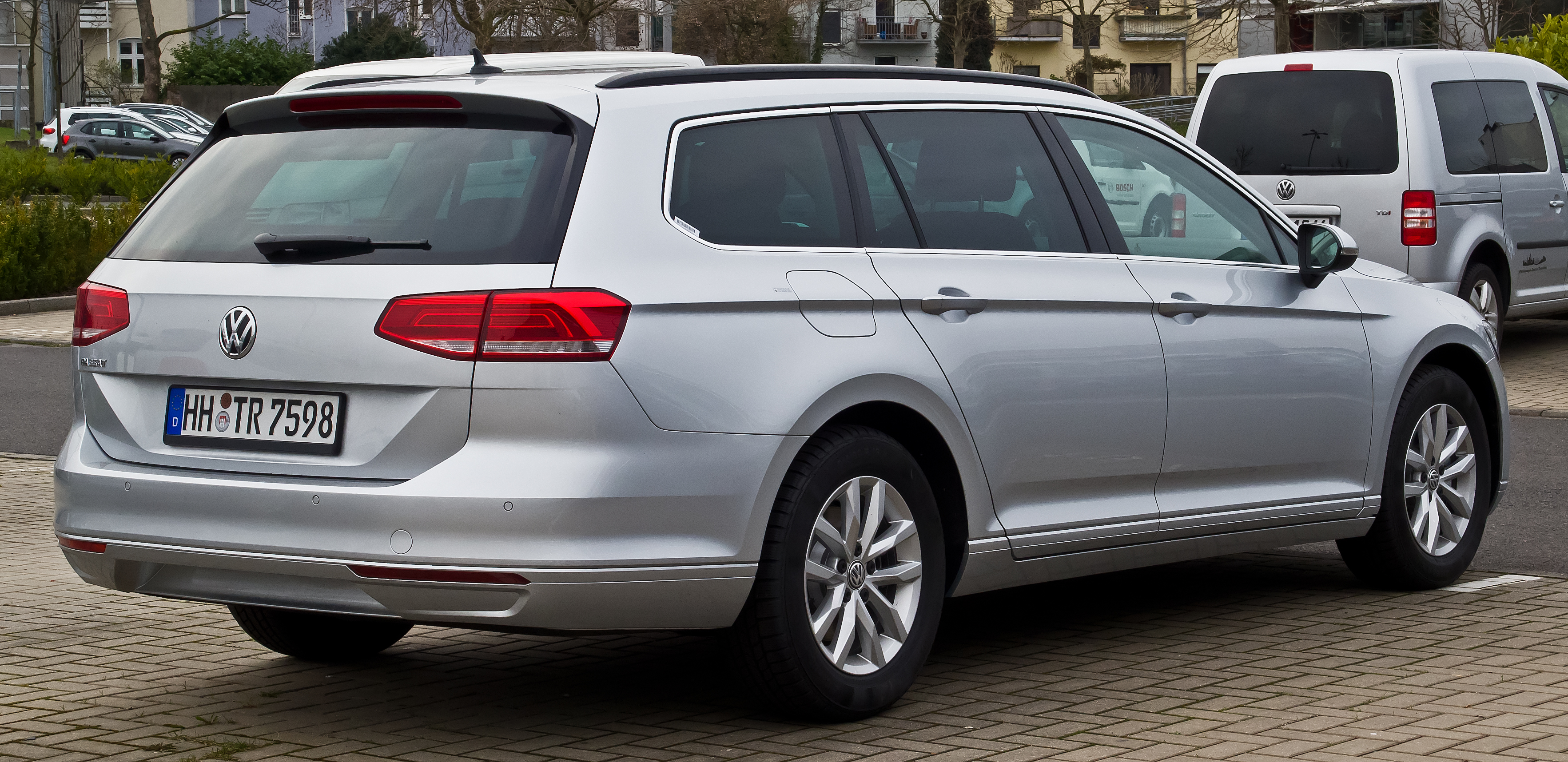
VW Passat Variant (2014–2019)
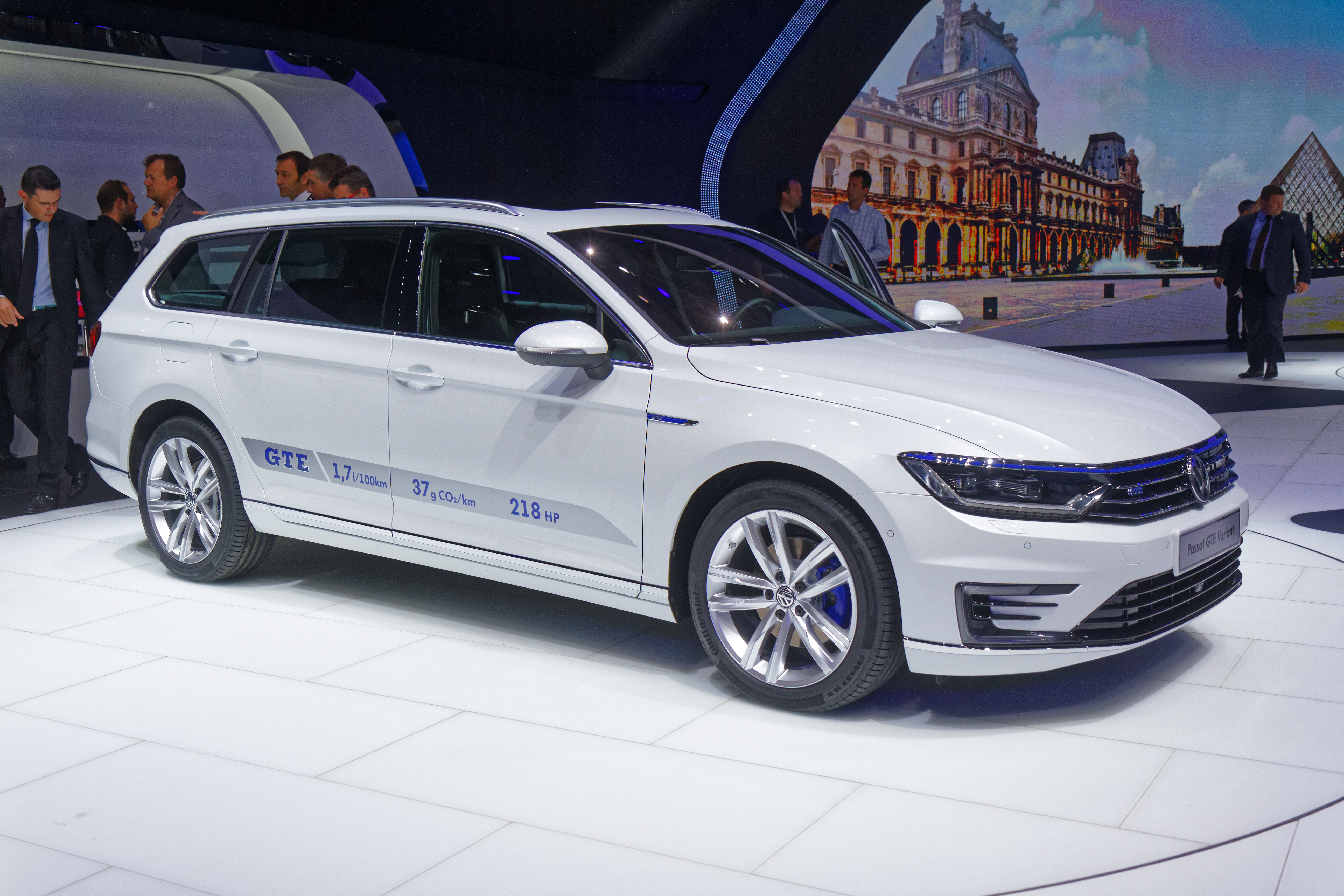
VW Passat Variant GTE (2014–2018)
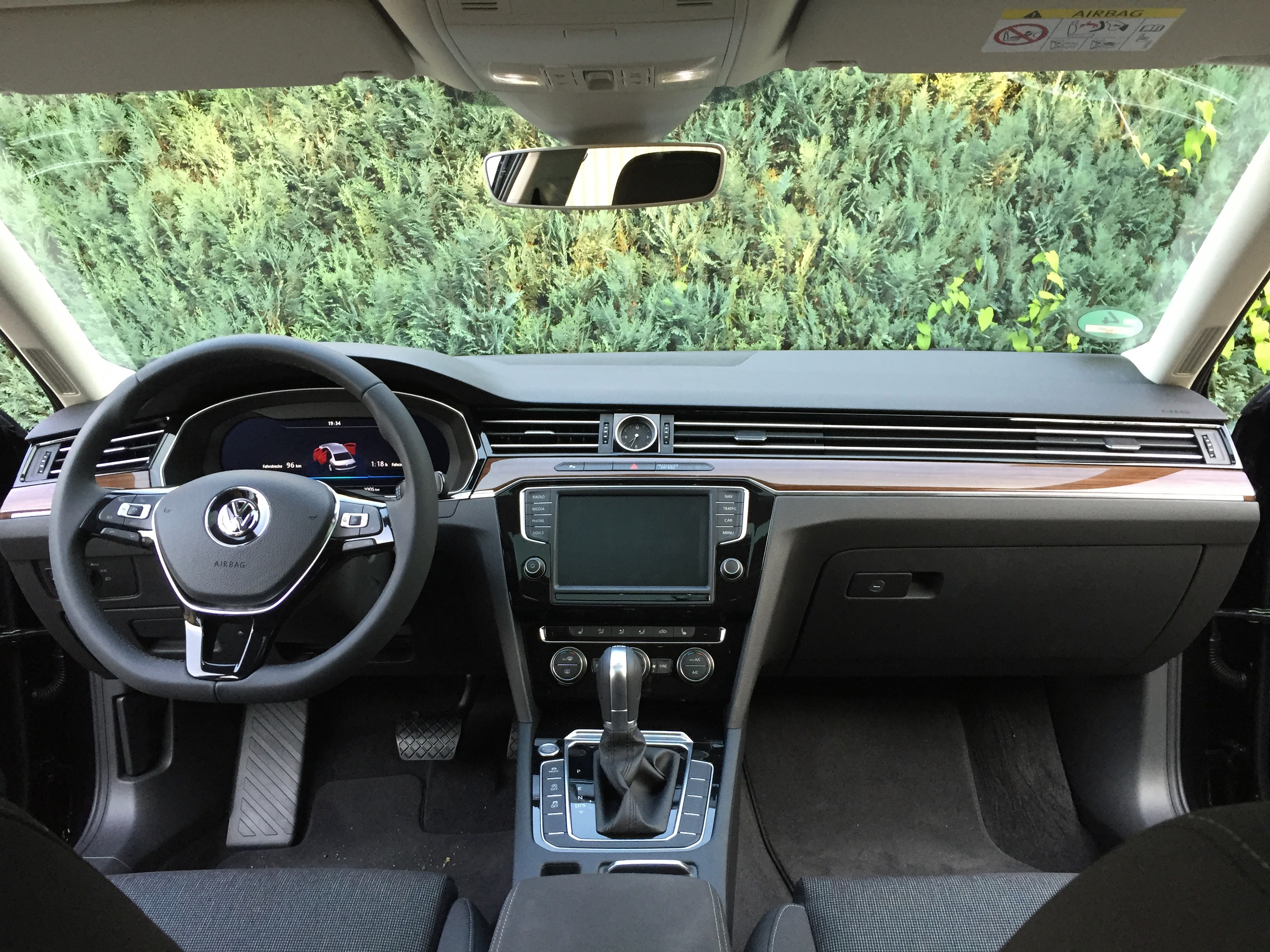
Instrumententafel Comfortline, 2015
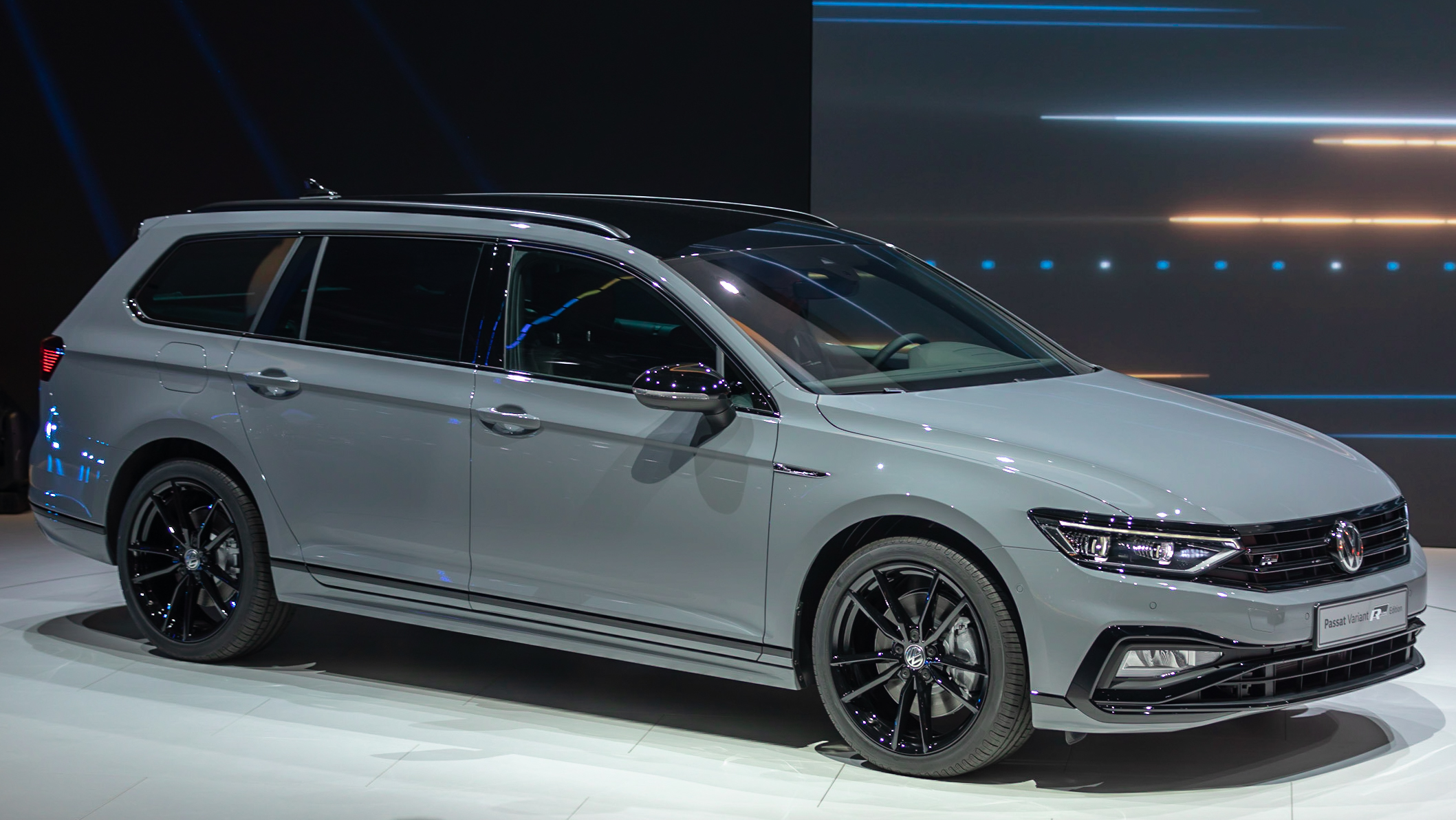
VW Passat Variant R-Line Edition (2019–2023)
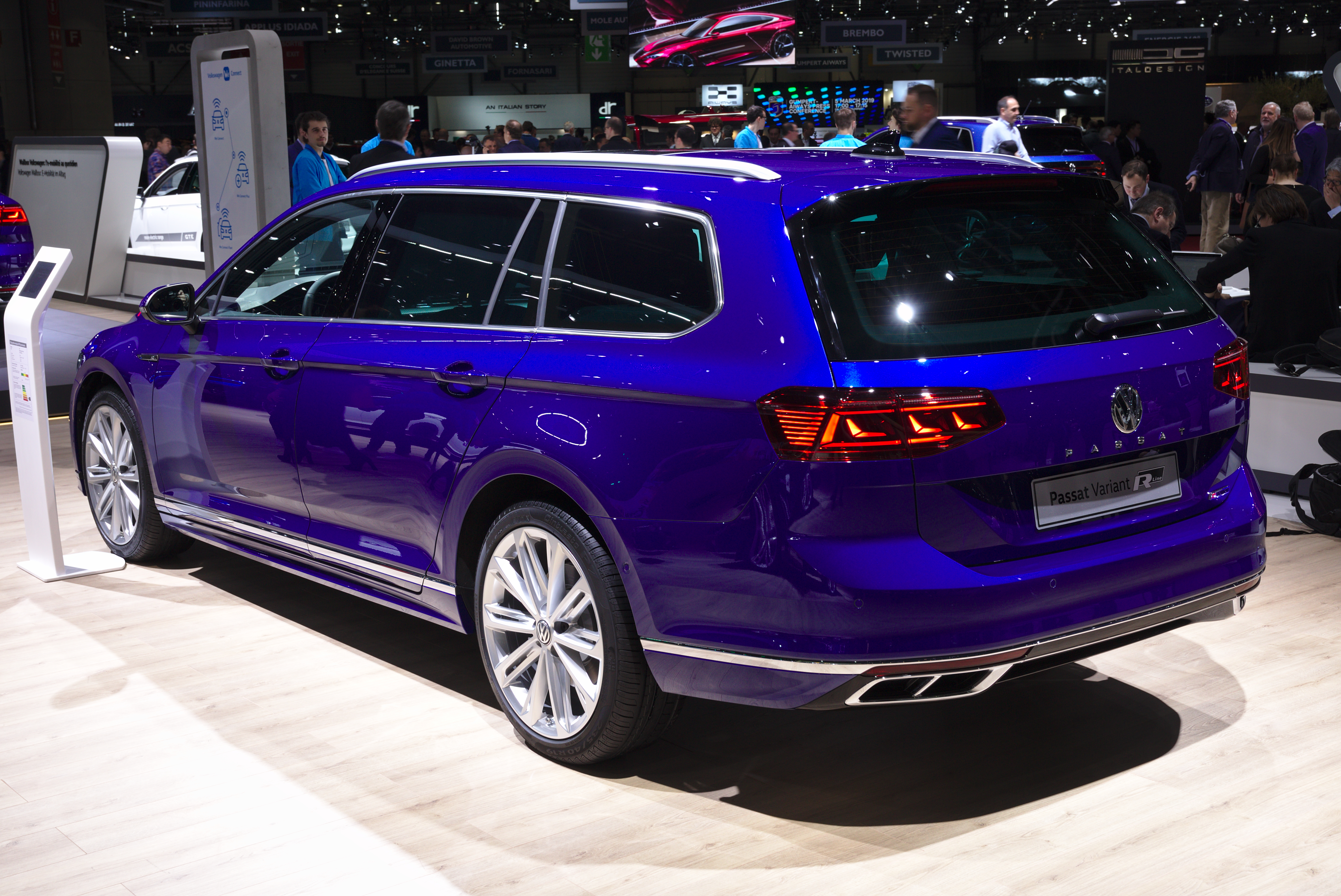
VW Passat Variant R-Line (2019–2023)
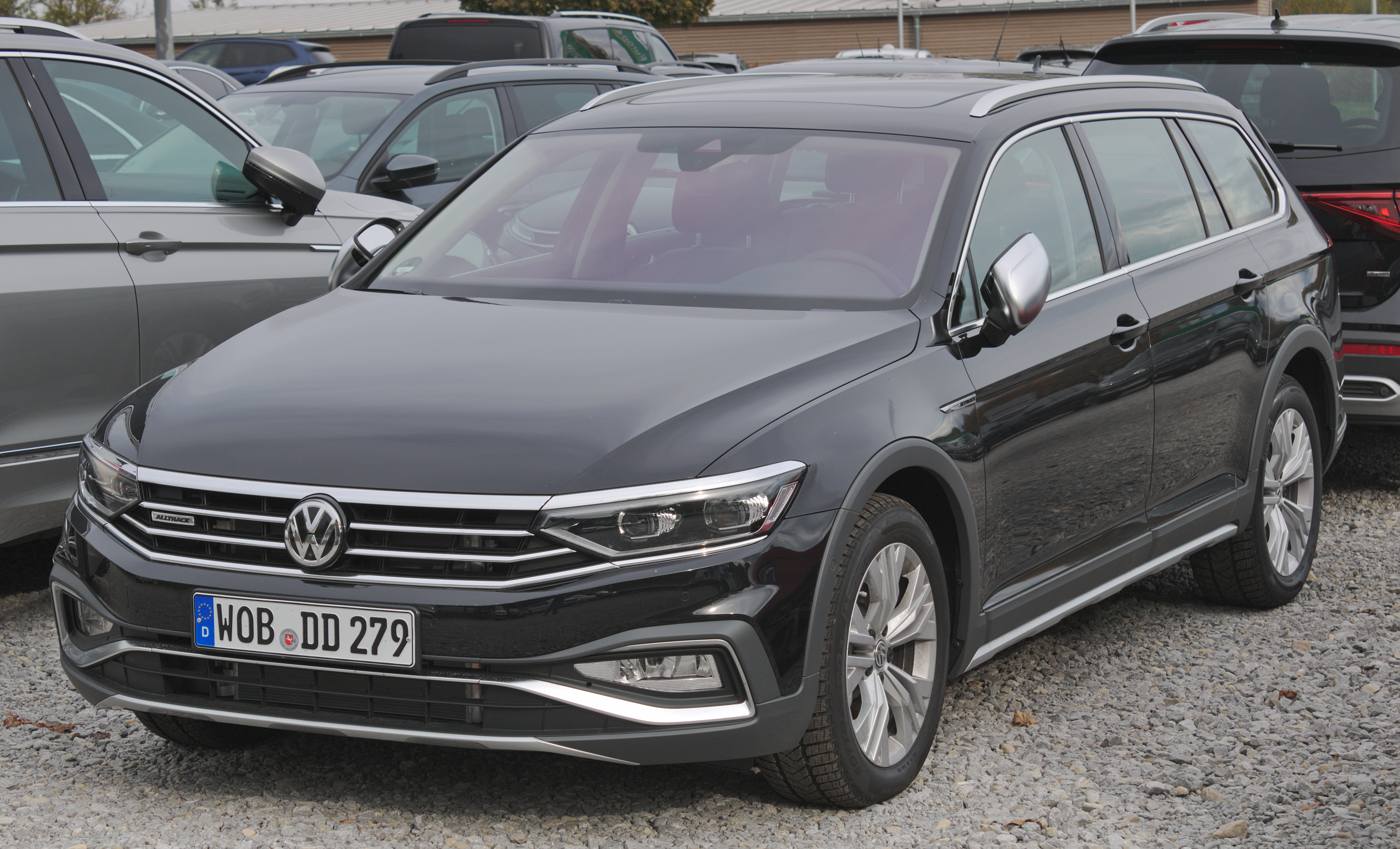
VW Passat Alltrack (2019–2023)
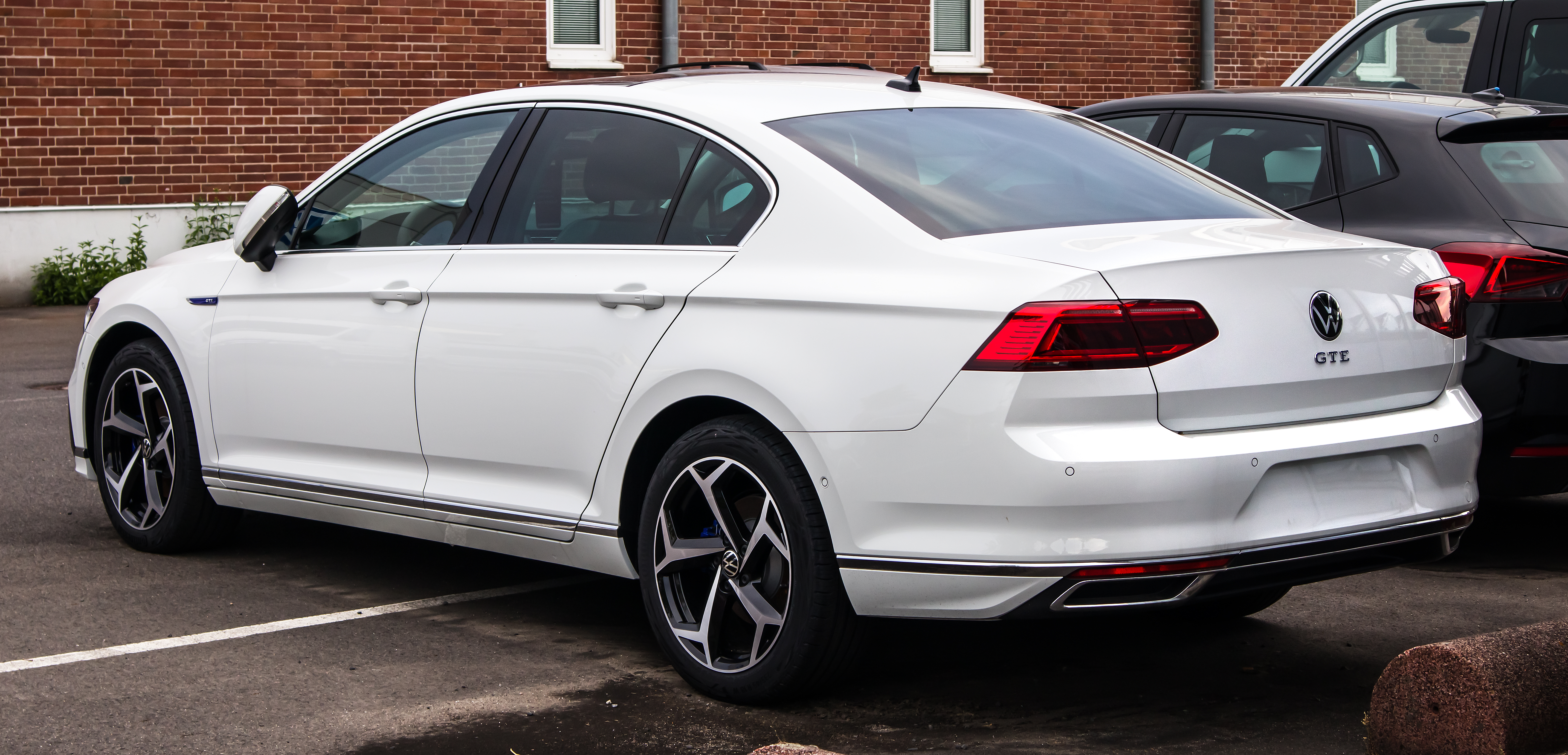
VW Passat GTE (2019–2021)
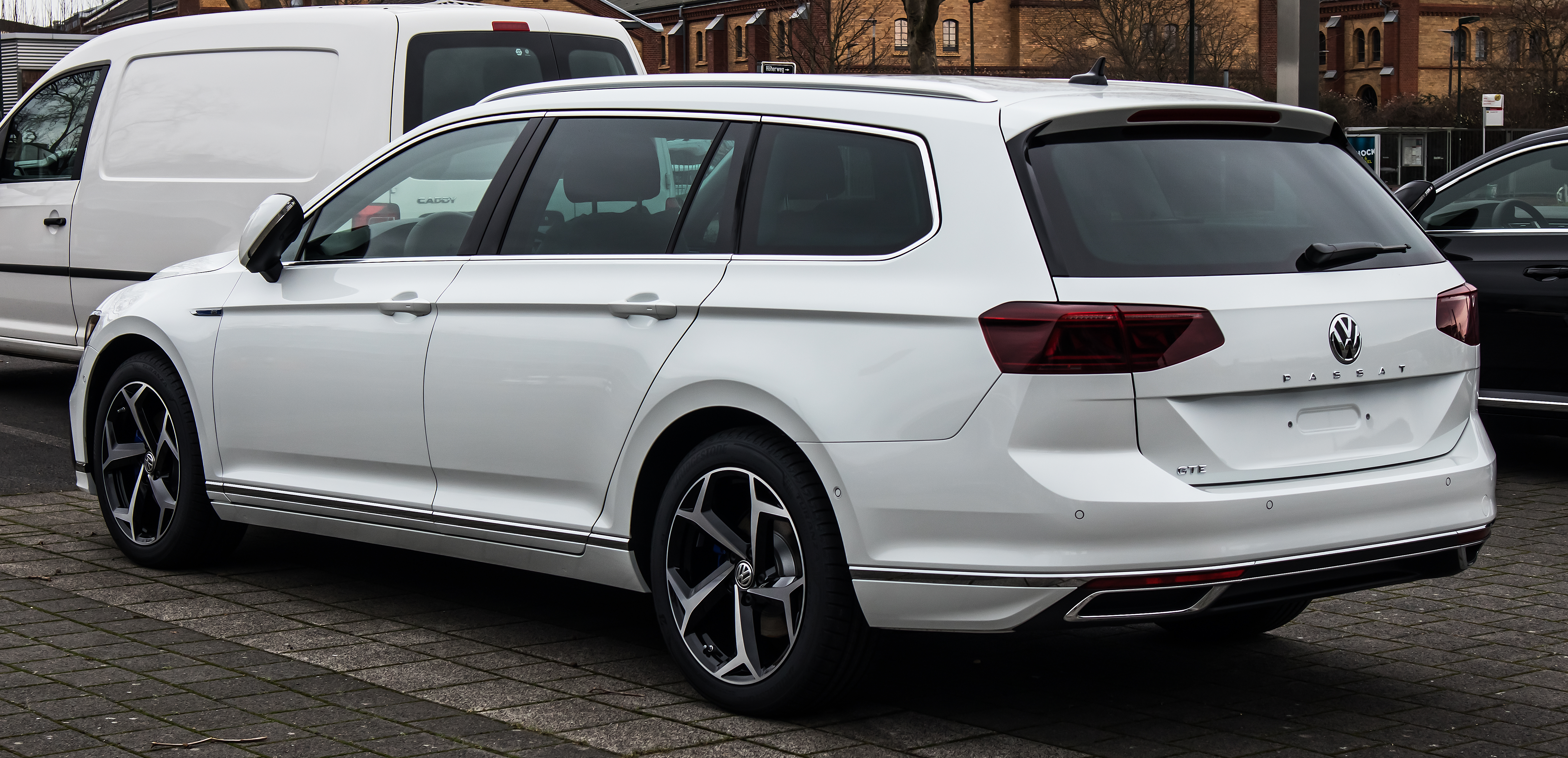
VW Passat Variant GTE (2019–2023)

## Motoren
Die Motorenpalette wurde überarbeitet. Bei den Dieselmotoren konnten gegenüber den Vorgängern die Leistungen bei gleichbleibendem Hubraum erhöht werden. Neu waren leistungsstarke Varianten des 2.0 TDI mit Biturbo und SCR-Katalysator. Als Benziner waren zum Modellstart zunächst zwei Varianten des 1.4 TSI erhältlich. Ende 2018 wurden die Benzinmotoren durch Varianten mit Partikelfiltern ersetzt. Mit der GTE-Version war der Passat erstmals auch als Plug-in-Hybrid verfügbar.

## Technische Daten

### Ottomotoren
|                                             | 1.4 TSI                                                     | 1.4 TSI ACT                                                 | 1.5 TSI OPF                                                 | 1.8 TSI                                                                                | 2.0 TSI                                                                                | 2.0 TSI                                                                                | 2.0 TSI OPF                                                 | 1.5 TSI OPF (Facelift)                                      | 2.0 TSI OPF (Facelift)                                      | 2.0 TSI OPF (Facelift)                                      | 2.0 TSI OPF (Facelift)                                      |
| ------------------------------------------- | ----------------------------------------------------------- | ----------------------------------------------------------- | ----------------------------------------------------------- | -------------------------------------------------------------------------------------- | -------------------------------------------------------------------------------------- | -------------------------------------------------------------------------------------- | ----------------------------------------------------------- | ----------------------------------------------------------- | ----------------------------------------------------------- | ----------------------------------------------------------- | ----------------------------------------------------------- |
| Bauzeitraum                                 | 07/2014–08/2018                                             | 07/2014–08/2018                                             | 10/2018–06/2019                                             | 02/2015–08/2018                                                                        | 02/2015–08/2018                                                                        | 06/2015–08/2018 (1)                                                                    | 11/2018–03/2019                                             | 09/2019–11/2023                                             | 06/2019–11/2023                                             | 06/2019–09/2020                                             | 11/2020–11/2023                                             |
| Motorkennbuchstaben                         | CZCA                                                        | CZDA, CZEA                                                  | DADA                                                        | CJSA                                                                                   | CHHB                                                                                   | CJXA                                                                                   | DNUA                                                        | DPCA                                                        | DKZA                                                        | DNUA                                                        | DNFE                                                        |
| Motorbaureihe                               | VW EA211                                                    | VW EA211                                                    | VW EA211 evo                                                | VW EA888                                                                               | VW EA888                                                                               | VW EA888                                                                               | VW EA888                                                    | VW EA211 evo                                                | VW EA888                                                    | VW EA888                                                    | VW EA888 evo4                                               |
| Motortyp                                    | Vierzylinder-Ottomotor in Reihen-Bauart, Direkteinspritzung | Vierzylinder-Ottomotor in Reihen-Bauart, Direkteinspritzung | Vierzylinder-Ottomotor in Reihen-Bauart, Direkteinspritzung | Vierzylinder-Ottomotor in Reihen-Bauart, kombinierte Multipoint und Direkteinspritzung | Vierzylinder-Ottomotor in Reihen-Bauart, kombinierte Multipoint und Direkteinspritzung | Vierzylinder-Ottomotor in Reihen-Bauart, kombinierte Multipoint und Direkteinspritzung | Vierzylinder-Ottomotor in Reihen-Bauart, Direkteinspritzung | Vierzylinder-Ottomotor in Reihen-Bauart, Direkteinspritzung | Vierzylinder-Ottomotor in Reihen-Bauart, Direkteinspritzung | Vierzylinder-Ottomotor in Reihen-Bauart, Direkteinspritzung | Vierzylinder-Ottomotor in Reihen-Bauart, Direkteinspritzung |
| Motoraufladung                              | Turbolader                                                  | Turbolader                                                  | Turbolader                                                  | Turbolader                                                                             | Turbolader                                                                             | Turbolader                                                                             | Turbolader                                                  | Turbolader                                                  | Turbolader                                                  | Turbolader                                                  | Turbolader                                                  |
| Bohrung × Hub                               | 74,5 mm × 80,0 mm                                           | 74,5 mm × 80,0 mm                                           | 74,5 mm × 85,9 mm                                           | 82,5 mm × 84,2 mm                                                                      | 82,5 mm × 92,8 mm                                                                      | 82,5 mm × 92,8 mm                                                                      | 82,5 mm × 92,8 mm                                           | 74,5 mm × 85,9 mm                                           | 82,5 mm × 92,8 mm                                           | 82,5 mm × 92,8 mm                                           | 82,5 mm × 92,8 mm                                           |
| Hubraum                                     | 1395 cm³                                                    | 1395 cm³                                                    | 1498 cm³                                                    | 1798 cm³                                                                               | 1984 cm³                                                                               | 1984 cm³                                                                               | 1984 cm³                                                    | 1498 cm³                                                    | 1984 cm³                                                    | 1984 cm³                                                    | 1984 cm³                                                    |
| max. Leistung bei min−1                     | 92 kW (125 PS)/ 5000–6000                                   | 110 kW (150 PS)/ 5000–6000                                  | 110 kW (150 PS)/ 5000–6000                                  | 132 kW (180 PS)/ 5100–6200                                                             | 162 kW (220 PS)/ 4500–6200                                                             | 206 kW (280 PS)/ 5600–6500                                                             | 200 kW (272 PS)/ 5500–6200                                  | 110 kW (150 PS)/ 5000–6000                                  | 140 kW (190 PS)/ 4180–6000                                  | 200 kW (272 PS)/ 5500–6200                                  | 206 kW (280 PS)/ 5000–6500                                  |
| max. Drehmoment bei min−1                   | 200 Nm/ 1400–4000                                           | 250 Nm/ 1500–3500                                           | 250 Nm/ 1500–3500                                           | 250 Nm/ (320 Nm bei 6-Gang) 1250–5000                                                  | 350 Nm/ 1500–4400                                                                      | 350 Nm/ 1700–5600                                                                      | 350 Nm/ 2000–5400                                           | 250 Nm/ 1500–3500                                           | 320 Nm/ 1500–4100                                           | 350 Nm/ 2000–5400                                           | 400 Nm/ 2000–4900                                           |
| Antriebsart, serienmäßig                    | Vorderradantrieb                                            | Vorderradantrieb                                            | Vorderradantrieb                                            | Vorderradantrieb                                                                       | Vorderradantrieb                                                                       | Allradantrieb                                                                          | Allradantrieb                                               | Vorderradantrieb                                            | Vorderradantrieb                                            | Allradantrieb                                               | Allradantrieb                                               |
| Antriebsart, optional                       | —                                                           | Allradantrieb                                               | —                                                           | —                                                                                      | —                                                                                      | —                                                                                      | —                                                           | —                                                           | —                                                           | —                                                           | —                                                           |
| Getriebeart, serienmäßig                    | 6-Gang-Schaltgetriebe                                       | 6-Gang-Schaltgetriebe                                       | 6-Gang-Schaltgetriebe                                       | 7-Gang-DSG (DQ200)                                                                     | 6-Gang-DSG (DQ250)                                                                     | 6-Gang-DSG (DQ250)                                                                     | 7-Gang-DSG (DQ381)                                          | 6-Gang-Schaltgetriebe                                       | 7-Gang-DSG (DQ381)                                          | 7-Gang-DSG (DQ381)                                          | 7-Gang-DSG (DQ381)                                          |
| Getriebeart, optional                       | 7-Gang-DSG (DQ200)                                          | 7-Gang-DSG (DQ200)                                          | 7-Gang-DSG (DQ200)                                          | 6-Gang-Schaltgetriebe                                                                  | —                                                                                      | —                                                                                      | —                                                           | 7-Gang-DSG (DQ200)                                          |                                                             |                                                             |                                                             |
| Leergewicht                                 | 1367–1429 kg                                                | 1387–1429 kg                                                | 1420–1465 kg                                                | 1480–1505 kg                                                                           | 1505–1550 kg                                                                           | 1615–1674 kg                                                                           | 1650–1675 kg                                                | 1420–1470 kg                                                | 1530–1570 kg                                                | 1645–1680 kg                                                | 1653–1689 kg                                                |
| maximale Zuladung                           | 618 [641] kg                                                | 628 [646] kg                                                | 570 [595] kg                                                | 625 [660] kg                                                                           | 650 [655] kg                                                                           | 680 [651] kg                                                                           | 635 [650] kg                                                | 620 [665] kg                                                | 605 [635] kg                                                | 630 [625] kg                                                | 656 kg                                                      |
| Beschleunigung, 0–100 km/h                  | 9,7 [9,9] s                                                 | 8,4 [8,6] s                                                 | 8,6 [8,8] s                                                 | 7,9 [8,1] s                                                                            | 6,7 [6,9] s                                                                            | 5,5 [5,7] s                                                                            | 5,6 [5,7] s                                                 | 8,7 [8,9] s                                                 | 7,5 [7,7] s                                                 | 5,6 [5,8] s                                                 | 5,1 [5,3] s                                                 |
| Höchstgeschwindigkeit                       | 208 [206] km/h                                              | 220 [218] km/h                                              | 215 [213] km/h                                              | 232 [230] km/h                                                                         | 246 [244] km/h                                                                         | 250 [250] km/h                                                                         | 250 [250] km/h                                              | 220 [214] km/h                                              | 238 [232] km/h                                              | 250 [250] km/h                                              | 250 [250] km/h                                              |
| Kraftstoffverbrauch auf 100 km (kombiniert) | 4,4–4,5 [5,3–5,5] l Super                                   | 4,9–5,0 [5,1–5,2] l Super                                   | 5,1–5,4 [5,3–5,6] l Super                                   | 5,7 [5,8] l Super                                                                      | 6,2 [6,3] l Super                                                                      | 7,1 [7,2] l Super Plus                                                                 | 7,0 [7,1] l Super Plus                                      | 5,1–5,3 [5,3–5,5] l Super                                   | 6,2–6,3 [6,4–6,4] l Super                                   | 7,0 [7,1] l Super Plus                                      | 7,2 [7,3] l Super Plus                                      |
| CO2-Emission, kombiniert                    | 116–119 [124–127] g/km                                      | 115–116 [119–120] g/km                                      | 117–123 [120–126] g/km                                      | 129 [130] g/km                                                                         | 142 [145] g/km                                                                         | 159–160 [163–164] g/km                                                                 | 158 [162] g/km                                              | 117–122 [120–125] g/km                                      | 141–144 [143–146] g/km                                      | 160 [163] g/km                                              | 165 [167] g/km                                              |
| Abgasnorm nach EU-Klassifikation            | Euro 6                                                      | Euro 6                                                      | Euro 6d-TEMP                                                | Euro 6                                                                                 | Euro 6                                                                                 | Euro 6                                                                                 | Euro 6d-TEMP-EVAP                                           | Euro 6d-ISC-FCM (bis 09/2020: Euro 6d-TEMP-EVAP-ISC)        | Euro 6d-ISC-FCM (bis 09/2020: Euro 6d-TEMP-EVAP-ISC)        | Euro 6d-TEMP-EVAP-ISC                                       | Euro 6d-ISC-FCM                                             |

Werte in eckigen Klammern [ ] stehen für den Variant.

### Dieselmotoren
| [ 8 ]                                       | 1.6 TDI (SCR) (1) BlueMotion Technology                                                                          | 2.0 TDI (SCR) (1) BlueMotion Technology                                                                          | 2.0 TDI SCR BlueMotion Technology                                                                                | 2.0 TDI SCR 4Motion                                                                                              | 1.6 TDI SCR (Facelift)                                                                                           | 2.0 TDI SCR (Facelift)                                                                                           | 2.0 TDI SCR (Facelift)                                                                                           | 2.0 TDI SCR (Facelift)                                                                                           | 2.0 TDI SCR (Facelift)                                                                                           | 2.0 TDI SCR 4Motion (Facelift)                                                                                   |
| ------------------------------------------- | --- | --- | --- | --- | --- | --- | --- | --- | --- | --- |
| Bauzeitraum                                 | 07/2014–06/2019                                                                                                  | 07/2014–06/2019                                                                                                  | 07/2014–03/2019                                                                                                  | 07/2014–06/2019                                                                                                  | 06/2019–08/2020                                                                                                  | 08/2020–11/2023                                                                                                  | 08/2019–11/2023                                                                                                  | 06/2019–08/2020                                                                                                  | 09/2020–11/2023                                                                                                  | 06/2019–08/2020                                                                                                  |
| Motorkennbuchstaben                         | DCXA | CRLB, DFGA (1)                                                                                                   | DDAA, DFHA | CUAA | DCZA | DTRA | DSRA, DSRB | DFHA | DTUA | CUAA |
| Motorbaureihe                               | VW EA288 | VW EA288 | VW EA288 | VW EA288 | VW EA288 | VW EA288 EVO | VW EA288 EVO | VW EA288 | VW EA288 EVO | VW EA288 |
| Motortyp                                    | Vierzylinder-Dieselmotor in Reihenbauart, Common-Rail-Einspritzung, Dieselrußpartikelfilter, SCR-Katalysator (1) | Vierzylinder-Dieselmotor in Reihenbauart, Common-Rail-Einspritzung, Dieselrußpartikelfilter, SCR-Katalysator (1) | Vierzylinder-Dieselmotor in Reihenbauart, Common-Rail-Einspritzung, Dieselrußpartikelfilter, SCR-Katalysator (1) | Vierzylinder-Dieselmotor in Reihenbauart, Common-Rail-Einspritzung, Dieselrußpartikelfilter, SCR-Katalysator (1) | Vierzylinder-Dieselmotor in Reihenbauart, Common-Rail-Einspritzung, Dieselrußpartikelfilter, SCR-Katalysator (1) | Vierzylinder-Dieselmotor in Reihenbauart, Common-Rail-Einspritzung, Dieselrußpartikelfilter, SCR-Katalysator (1) | Vierzylinder-Dieselmotor in Reihenbauart, Common-Rail-Einspritzung, Dieselrußpartikelfilter, SCR-Katalysator (1) | Vierzylinder-Dieselmotor in Reihenbauart, Common-Rail-Einspritzung, Dieselrußpartikelfilter, SCR-Katalysator (1) | Vierzylinder-Dieselmotor in Reihenbauart, Common-Rail-Einspritzung, Dieselrußpartikelfilter, SCR-Katalysator (1) | Vierzylinder-Dieselmotor in Reihenbauart, Common-Rail-Einspritzung, Dieselrußpartikelfilter, SCR-Katalysator (1) |
| Motoraufladung                              | Turbolader | Turbolader | Turbolader | Biturbo | Turbolader | Turbolader | Turbolader | Turbolader | Turbolader | Biturbo |
| Bohrung × Hub                               | 79,5 mm × 80,5 mm                                                                                                | 81,0 mm × 95,5 mm                                                                                                | 81,0 mm × 95,5 mm                                                                                                | 81,0 mm × 95,5 mm                                                                                                | 79,5 mm × 80,5 mm                                                                                                | 81,0 mm × 95,5 mm                                                                                                | 81,0 mm × 95,5 mm                                                                                                | 81,0 mm × 95,5 mm                                                                                                | 81,0 mm × 95,5 mm                                                                                                | 81,0 mm × 95,5 mm                                                                                                |
| Hubraum                                     | 1598 cm³ | 1968 cm³ | 1968 cm³ | 1968 cm³ | 1598 cm³ | 1968 cm³ | 1968 cm³ | 1968 cm³ | 1968 cm³ | 1968 cm³ |
| max. Leistung bei min−1                     | 88 kW (120 PS)/ 3600–4000                                                                                        | 110 kW (150 PS)/ 3500–4000                                                                                       | 140 kW (190 PS)/ 3500–4000                                                                                       | 176 kW (240 PS)/ 4000                                                                                            | 88 kW (120 PS)/ 3600–4000                                                                                        | 90 kW (122 PS)/3500–4250                                                                                         | 110 kW (150 PS)/ 3500–4000                                                                                       | 140 kW (190 PS)/ 3500–4000                                                                                       | 147 kW (200 PS)/ 3500–4000                                                                                       | 176 kW (240 PS)/ 4000                                                                                            |
| max. Drehmoment bei min−1                   | 250 Nm/ 1500–3250                                                                                                | 340 Nm/ 1750–3000                                                                                                | 400 Nm/ 1750–3000 (2)                                                                                            | 500 Nm/ 1750–2500                                                                                                | 250 Nm/ 1500–3250                                                                                                | 250 Nm/ 1500–3250                                                                                                | 340 Nm/ 1600–3000 (6-Gang-Getriebe) 360 Nm/ 1600–2750(7-Gang-DSG)                                                | 400 Nm/ 1900–3300                                                                                                | 400 Nm/ 1750–3500                                                                                                | 500 Nm/ 1750–2500                                                                                                |
| Antriebsart, serienmäßig                    | Vorderradantrieb                                                                                                 | Vorderradantrieb                                                                                                 | Vorderradantrieb                                                                                                 | Allradantrieb | Vorderradantrieb                                                                                                 | Vorderradantrieb                                                                                                 | Vorderradantrieb                                                                                                 | Vorderradantrieb                                                                                                 | Vorderradantrieb                                                                                                 | Allradantrieb |
| Antriebsart, optional                       | — | Allradantrieb | Allradantrieb | — | — | — | — | Allradantrieb | Allradantrieb | — |
| Getriebeart, serienmäßig                    | 6-Gang-Getriebe                                                                                                  | 6-Gang-Getriebe                                                                                                  | 6-Gang-Getriebe                                                                                                  | 7-Gang-Direktschaltgetriebe (DQ500)                                                                              | 6-Gang-Getriebe                                                                                                  | 6-Gang-Getriebe                                                                                                  | 6-Gang-Getriebe                                                                                                  | 6-Gang-Getriebe                                                                                                  | — | 7-Gang-Direktschaltgetriebe (DQ500)                                                                              |
| Getriebeart, optional                       | 7-Gang-Direktschaltgetriebe (DQ200)                                                                              | 6-Gang-Direktschaltgetriebe (bis 10/2017) (DQ250) 7-Gang-Direktschaltgetriebe (ab 10/2017) (DQ381)               | 6-Gang-Direktschaltgetriebe (bis 10/2017) (DQ250) 7-Gang-Direktschaltgetriebe (ab 10/2017) (DQ381)               | — | 7-Gang-Direktschaltgetriebe (DQ200)                                                                              | 7-Gang-Direktschaltgetriebe (DQ200)                                                                              | 7-Gang-Direktschaltgetriebe (DQ381)                                                                              | 7-Gang-Direktschaltgetriebe (DQ381)                                                                              | 7-Gang-Direktschaltgetriebe (DQ381)                                                                              | — |
| Leergewicht                                 | 1444 [1485] kg                                                                                                   | 1475–1598 [1505–1631] kg                                                                                         | 1549–1614 [1481–1674] kg                                                                                         | 1721 [1735] kg                                                                                                   | 1500 [1545] kg                                                                                                   | 1527 [1567] kg                                                                                                   | 1550 [1590] kg                                                                                                   | 1560–1635 [1600–1690] kg                                                                                         | 1554–1634 [1586–1709] kg                                                                                         | 1730 [1770] kg                                                                                                   |
| maximale Zuladung                           | 621 [650] kg | 614–697 [640–664] kg                                                                                             | 636–681 [621–665] kg                                                                                             | 614 [650] kg | | 625 [650] kg | 625 [655] kg | 625–650 [665] kg                                                                                                 | 625–650 [665] kg                                                                                                 | 615 [635] kg |
| Beschleunigung, 0–100 km/h                  | 10,8 [11,0] s | 8,7 [8,9] s | 7,5–7,9 [7,7–8,1] s                                                                                              | 6,0 [6,2] s | 10,8 [11,5] s | | 8,9 [9,1] s | 7,5–7,7 [7,7–7,9] s                                                                                              | 7,0–7,4 [7,2–7,6] s                                                                                              | 6,1 [6,3] s |
| Höchstgeschwindigkeit                       | 206 [204] km/h                                                                                                   | 215–220 [213–218] km/h                                                                                           | 230–235 [228–233] km/h                                                                                           | 245 [238] km/h                                                                                                   | 205 [199] km/h                                                                                                   | 204 [198] km/h                                                                                                   | 220 [210] km/h                                                                                                   | 231–236 [225–232] km/h                                                                                           | 234–237 [228–233] km/h                                                                                           | 247 [241] km/h                                                                                                   |
| Kraftstoffverbrauch auf 100 km (kombiniert) | 3,7–4,2 [3,8–4,2] l Diesel                                                                                       | 4,0–4,6 [4,1–4,9] l Diesel                                                                                       | 4,1–5,1 [4,2–5,2] l Diesel (bis 10/2017) 4,7–4,6 [4,7–4,6] l Diesel (ab 10/2017)                                 | 5,3–5,7 [5,4–5,8] l Diesel                                                                                       | 4,1–4,2 [4,4] l Diesel                                                                                           | 4,0–4,2 [4,1–4,3] l Diesel                                                                                       | 4,0 [4,1] l Diesel                                                                                               | 4,5–4,9 [4,6–5,0] l Diesel                                                                                       | 4,5–4,9 [4,6–5,0] l Diesel                                                                                       | 5,8 [5,9] l Diesel                                                                                               |
| CO2-Emission, kombiniert                    | 95–109 [96–110] g/km                                                                                             | 106–119 [107–129] g/km                                                                                           | 106–132 [109–135] g/km (bis 10/2017 6-Gang) 122-120 [122-120] g/km (ab 10/2017 DSG)                              | 150-149 [151–152] g/km                                                                                           | 107–109 [116] g/km                                                                                               | 106–111 [108–114] g/km                                                                                           | 106 [109] g/km                                                                                                   | 117–129 [120–132] g/km                                                                                           | 117–129 [120–132] g/km                                                                                           | 151 [156] g/km                                                                                                   |
| Abgasnorm nach EU-Klassifikation            | Euro 6 | Euro 6 | Euro 6 | Euro 6 | Euro 6d-TEMP | Euro 6d-ISC-FCM                                                                                                  | Euro 6d-ISC-FCM (bis 09/2020: Euro 6d-TEMP-EVAP-ISC)                                                             | Euro 6d-TEMP | Euro 6d-ISC-FCM                                                                                                  | Euro 6d-TEMP |

Werte in eckigen Klammern [ ] stehen für den Variant.

### Plug-in-Hybrid (GTE)
Im Passat GTE wird ein Plug-in-Hybridantrieb eingesetzt, der dem des VW Golf GTE vergleichbar ist. Äußerlich unterscheidet sich der Passat GTE durch den Schriftzug hinten, die Zierleiste an der Front sowie die C-förmigen Tagfahrlichter nur geringfügig von rein verbrennungsmotorisch betriebenen Passatmodellen. Der Anschluss für das Ladekabel befindet sich an der Front, hier aber anders als beim Golf GTE nicht hinter dem mittigen Markenlogo, sondern hinter einer weiteren Klappe im Kühlergrill auf der Fahrerseite.
|                                                                                       | GTE                               | GTE                               |
| ------------------------------------------------------------------------------------- | --------------------------------- | --------------------------------- |
| Bauzeitraum                                                                           | 10/2015–05/2018                   | 09/2019–11/2023                   |
| Motorkennbuchstaben                                                                   | CUKC                              | DGEB (1)                          |
| Motorbaureihe                                                                         | VW EA211                          | VW EA211                          |
| Motorart                                                                              | Ottomotor + Elektromotor          | Ottomotor + Elektromotor          |
| Zylinder/Ventile                                                                      | 4/16                              | 4/16                              |
| Hubraum                                                                               | 1395 cm³                          | 1395 cm³                          |
| max. Leistung (Verbrennungsmotor)                                                     | 115 kW (156 PS) bei 5000–6000/min | 115 kW (156 PS) bei 5000–6000/min |
| max. Leistung (Elektromotor)                                                          | 85 kW (115 PS) bei 2500/min       | 85 kW (115 PS) bei 2500/min       |
| max. Drehmoment (Verbrennungsmotor)                                                   | 250 Nm bei 1500–3500/min          | 250 Nm bei 1550–3500/min          |
| max. Drehmoment (Elektromotor)                                                        | 330 Nm                            | 330 Nm                            |
| max. Leistung (Systemleistung)                                                        | 160 kW (218 PS)                   | 160 kW (218 PS)                   |
| max. Drehmoment (Systemleistung)                                                      | 400 Nm                            | 400 Nm                            |
| Antriebsart                                                                           | Vorderradantrieb                  | Vorderradantrieb                  |
| Getriebeart, serienmäßig                                                              | 6-Gang-DSG (DQ400e)               | 6-Gang-DSG (DQ400e)               |
| Beschleunigung, 0–100 km/h                                                            | 7,4 s [7,6 s]                     | 7,4 s [7,6 s]                     |
| Höchstgeschwindigkeit                                                                 | 225 km/h                          | 222 km/h                          |
| Leergewicht                                                                           | 1722 kg                           | 1730 [1760] kg                    |
| Kraftstoffverbrauch auf 100 km, kombiniert                                            | 1,7 l Super                       | 1,4–1,5 [1,6] l Super             |
| Akkukapazität brutto / netto                                                          | 9,9 kWh /                         | 13,0 kWh / 10,4 kWh               |
| Elektrische Reichweite                                                                | bis zu 50 km                      | bis zu 70 [66] km                 |
| Ladezeiten: Ladedauer AC 2,3 kW 100 % (Schuko) Ladedauer AC 3,6 kW 100 % (AC-Wallbox) | 4 h 15 min 2 h 30 min             | 5 h 3 h 33 min                    |

Werte in eckigen Klammern [ ] stehen für den Variant.

## Sonstige Technik
Das Bordnetz des Passat B8 besteht aus einem Innen- und einem Motorraum-Leitungssatz. Der Innenraum-Leitungssatz besteht dabei aus 473 Leitungen mit einer Gesamtlänge von 952 m mit 692 Kontakten in 123 Steckern und einem Gesamtgewicht von 12,2 kg. Der Motorraum-Leitungssatz besteht aus 242 Leitungen mit 354 Kontakten in 53 Steckern bei 7,4 kg Gesamtgewicht.
Eine weitere Neuerung gegenüber dem Vorgänger sind die auf Wunsch erhältlichen LED-Scheinwerfer, die es anfangs in zwei verschiedenen Ausführungen – als Reflektorscheinwerfer ohne Kurvenlicht und als Projektionsscheinwerfer mit Kurvenlicht – gab, mit der Modellpflege Mitte 2019 war auch LED-Matrixlight IQ.Light erhältlich.

### Fahrwerk
Der Passat hat vorn MacPherson-Federbeine mit Querlenker, hinten eine Mehrlenkerachse. Er hat eine geschwindigkeitsabhängig geregelte elektromechanische Servolenkung.

## Passat B8 in China

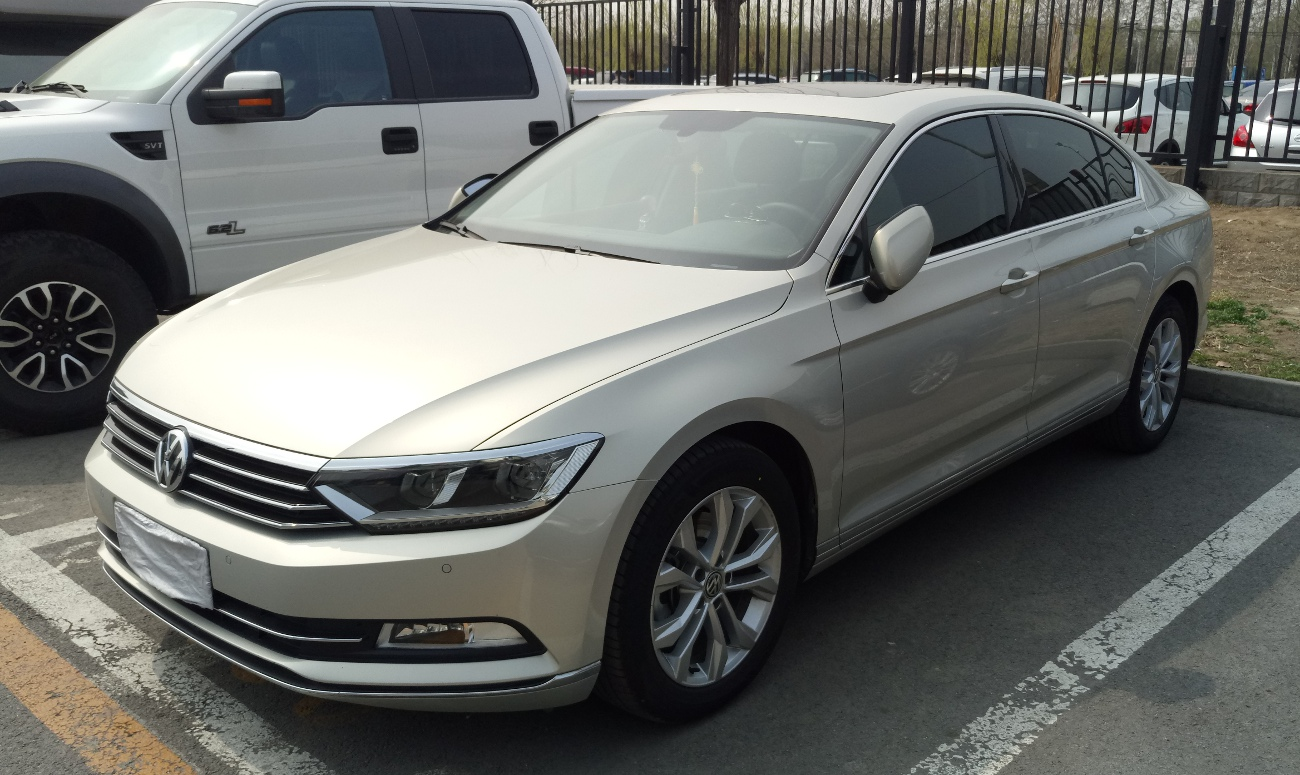
VW Magotan

In China werden vom Passat B8 drei Varianten vertrieben. Die Kombiversion entspricht der europäischen Version, wird jedoch als VW Variant oder VW Alltrack verkauft. Die Limousine ist wie schon beim Vorgängermodell ausschließlich in einer um rund zehn Zentimeter längeren Version erhältlich. Da der Modellname „Passat“ dort für die nordamerikanische Passat-Generation verwendet wird, wird die Langversion als VW Magotan verkauft.